# Here We Rest
Here We Rest è il terzo album in studio del cantante statunitense Jason Isbell, pubblicato nel 2011 a nome Jason Isbell and The 400 Unit.

## Tracce
1. Alabama Pines – 3:49
2. Go It Alone – 4:27
3. We've Met – 3:08
4. Codeine – 5:36
5. Stopping By – 4:09
6. Daisy Mae – 2:53
7. The Ballad of Nobeard – 0:27
8. Never Could Believe – 4:06
9. Heart on a String – 3:49
10. Save It For Sunday – 3:49
11. Tour of Duty – 3:29

## Formazione
- Jason Isbell - voce, chitarra, piano, organo
- Jimbo Hart - basso, cori
- Browan Lollar - chitarra, cori
- Derry deBorja - piano, organo, fisarmonica, cori
- Chad Gamble - batteria, percussioni, cori
- Abby Owens - voce addizionale
- Amanda Shires - voce addizionale, fiddle